# Tres Naciones de Rugby League 1999
El Tres Naciones de Rugby League 1999 fue la primera edición del Tres Naciones de Rugby League.

## Equipos
- Australia
- Gran Bretaña
- Nueva Zelanda

## Fase de grupos
| Equipo        | Encuentros | Encuentros | Encuentros | Encuentros | Tantos  | Tantos    | Tantos     | Puntos |
| Equipo        | jugados    | ganados    | empatados  | perdidos   | a favor | en contra | diferencia | Puntos |
| ------------- | ---------- | ---------- | ---------- | ---------- | ------- | --------- | ---------- | ------ |
| Nueva Zelanda | 2          | 2          | 0          | 0          | 50      | 26        | +24        | 4      |
| Australia     | 2          | 1          | 0          | 1          | 64      | 30        | +34        | 2      |
| Gran Bretaña  | 2          | 0          | 0          | 2          | 10      | 68        | −58        | 0      |

Nota: Se otorgan 2 puntos al equipo que gane un partido, 1 al que empate y 0 al que pierda.
|  | Clasifican a la final |

### Resultados
| 15 de octubre | Nueva Zelanda | 24 - 22 | Australia | Mount Smart Stadium, Auckland |  |

| 22 de octubre | Australia | 42 - 6 | Gran Bretaña | Suncorp Stadium, Brisbane |  |

| 29 de octubre | Nueva Zelanda | 26 - 4 | Gran Bretaña | Mount Smart Stadium, Auckland |  |

## Final
| 5 de noviembre | Nueva Zelanda | 20 - 22 | Australia | Mount Smart Stadium, Auckland   |  |
|                |               |         |           | Asistencia: 21.104 espectadores |  |

| Bandera de Australia |
| Campeón Australia    |
| Primer título        |